# Millennium Tower (Wenen)

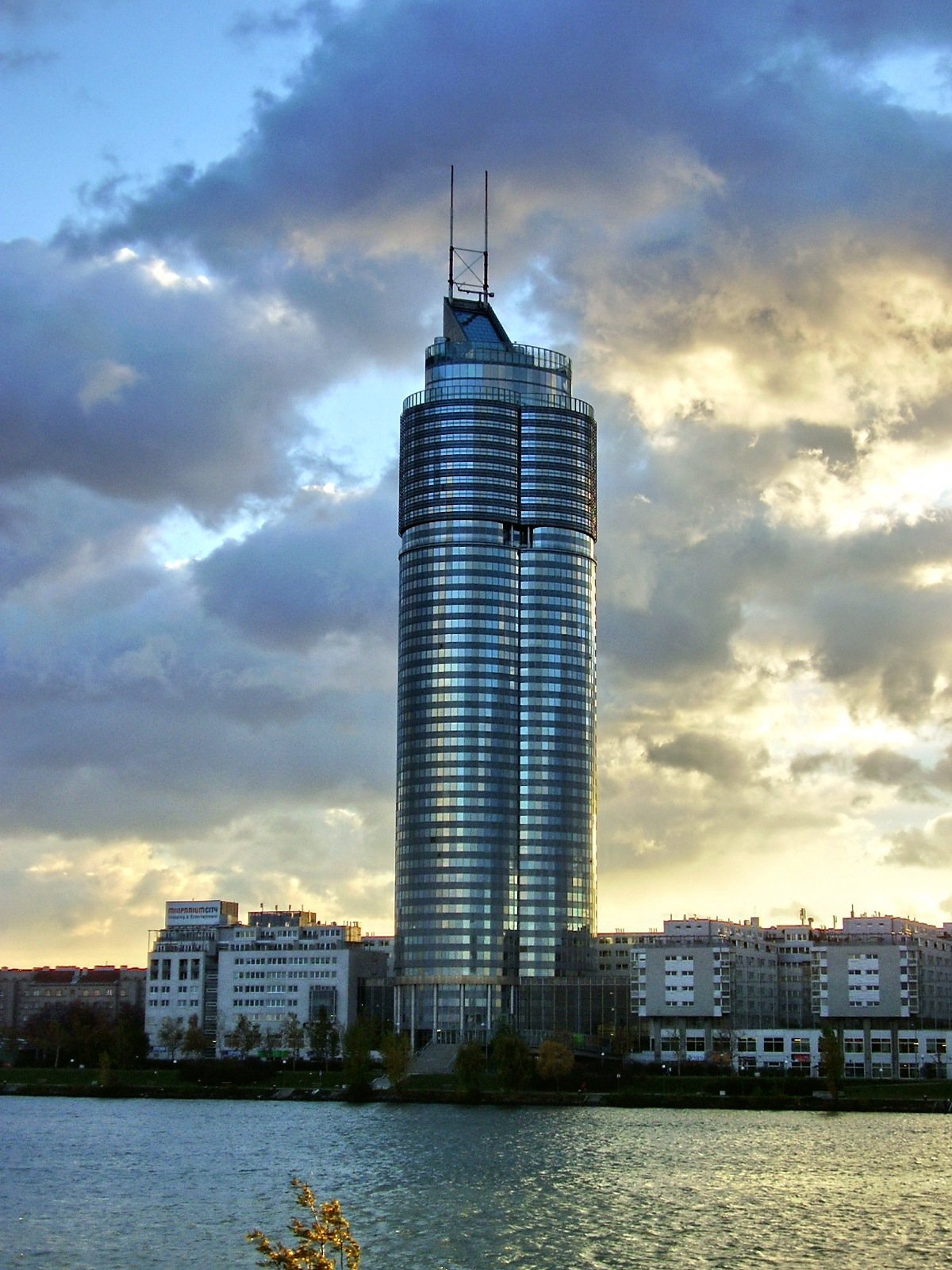
De Millennium Tower

De Millennium Tower is een wolkenkrabber in de Oostenrijkse hoofdstad Wenen. Er zijn zo'n 120 ondernemingen gevestigd uit uiteenlopende bedrijfstakken. Het gebouw is 171 meter hoog (202 meter inclusief de dakconstructie) en telt 51 verdiepingen. De Millennium Tower werd ontworpen door de architecten Gustav Peichl, Boris Podrecca en Rudolf Weber en werd voltooid in 1999. Het is het hoogste gebouw van Oostenrijk.
Van het totale grondoppervlak van 47.200 m² wordt 38.500 m² als kantoorruimte gebruikt. Voor de rest bevindt er zich in het gebouw een winkelcentrum (Millennium City), diverse restaurants en een bioscoop.
Het gebouw ligt aan de Handelskai, de langste straat van de stad, niet ver van het centrum.